# Stărnitsa
Stărnitsa (bulgariska: Стърница) är ett distrikt i Bulgarien.   Det ligger i kommunen Obsjtina Banite och regionen Smoljan, i den södra delen av landet, 180 km sydost om huvudstaden Sofia.